# Associazione Calcio Venezia 2004-2005
Questa voce raccoglie le informazioni riguardanti l'Associazione Calcio Venezia nelle competizioni ufficiali della stagione 2004-2005.

## Stagione
Nella stagione 2004-2005 il Venezia disputa il campionato di Serie B, raccoglie 35 punti con il ventunesimo posto, retrocedendo in Serie C1. Si è trattato di un campionato tribolato quello dei lagunari, che hanno chiuso all'ultimo posto con 15 punti il girone di andata, e con 35 punti in penultima posizione il campionato. Tuttavia per una serie di concomitanze, quali la retrocessione in Serie C1 per illecito sportivo del Genoa, che peraltro aveva vinto il campionato, i problemi economici di Perugia e Salernitana, anch'esse costrette a ripartire dalla Serie C1, avrebbe permesso al Venezia, di mantenere la categoria, ma purtroppo la dirigenza non è stata in grado di presentare le garanzie necessarie all'iscrizione al nuovo campionato cadetto, ed ha dovuto ripartire, dopo il fallimento, dalla Serie C2.
Con il peggior attacco della cadetteria, e con tre cambi di allenatore, la squadra arancioneroverde non ha potuto nemmeno tentare di mantenere la categoria sul campo. Alla fine del torneo ha avuto 14 punti di distacco dal quart'ultimo posto, che le avrebbe permesso di disputare il Play-out con la quint'ultima, per arrivare alla salvezza. Una novità introdotta da questa stagione in poi nel campionato cadetto. Il miglior marcatore dei lagunari è stato Stefano Guidoni con 7 reti, una delle quali in Coppa Italia e 6 in campionato. Nella Coppa Italia il Venezia ha disputato il terzo girone di qualificazione, che ha promosso la Triestina.

## Rosa
| N. |                       | Ruolo | Calciatore              |
| -- | --------------------- | ----- | ----------------------- |
| 1  | Italia (bandiera)     | P     | Francesco Benussi       |
| 2  | Argentina (bandiera)  | D     | Juan Landaida           |
| 3  | Argentina (bandiera)  | D     | Ariel Grana             |
| 4  | Italia (bandiera)     | C     | David D'Antoni          |
| 4  | Portogallo (bandiera) | D     | José Gonçalves          |
| 5  | Paraguay (bandiera)   | D     | Rubén Maldonado         |
| 6  | Uruguay (bandiera)    | C     | Carlos Andrés García    |
| 7  | Italia (bandiera)     | A     | Raffaele Biancolino     |
| 7  | Italia (bandiera)     | A     | Gianluca Savoldi        |
| 8  | Brasile (bandiera)    | C     | Anderson                |
| 9  | Italia (bandiera)     | A     | Ciro Ginestra           |
| 10 | Italia (bandiera)     | C     | Davide Saverino         |
| 11 | Italia (bandiera)     | P     | Salvatore Soviero       |
| 11 | Argentina (bandiera)  | C     | Matías Miramontes       |
| 12 | Italia (bandiera)     | P     | Riccardo Pezzato        |
| 13 | Italia (bandiera)     | C     | Andrea Turato           |
| 14 | Nigeria (bandiera)    | C     | Akande Ajide            |
| 14 | Paraguay (bandiera)   | C     | Jonathan Gomez Newmann  |
| 15 | Argentina (bandiera)  | C     | Leonardo Raúl Villa     |
| 16 | Argentina (bandiera)  | C     | José Pasetto            |
| 17 | Paraguay (bandiera)   | D     | Josè Guimaraens         |
| 18 | Italia (bandiera)     | C     | Andrea Bovo             |
| 19 | Paraguay (bandiera)   | C     | Claudio Vargas Villalba |
| 20 | Paraguay (bandiera)   | C     | Rivaldo González        |
| 21 | Italia (bandiera)     | A     | Stefano Guidoni         |
| 22 | Uruguay (bandiera)    | D     | Gonzalo Vicente         |

| N. |                      | Ruolo | Calciatore              |
| -- | -------------------- | ----- | ----------------------- |
| 23 | Italia (bandiera)    | D     | David Giubilato         |
| 23 | Grecia (bandiera)    | D     | Panagiōtīs Giannopoulos |
| 24 | Francia (bandiera)   | C     | Julien Brellier         |
| 24 | Argentina (bandiera) | D     | Gerardo Ruben Grighini  |
| 25 | Argentina (bandiera) | C     | Horacio Erpen           |
| 26 | Italia (bandiera)    | D     | Francesco Caco          |
| 27 | Italia (bandiera)    | C     | Riccardo Allegretti     |
| 28 | Italia (bandiera)    | D     | Alberto Savino          |
| 29 | Italia (bandiera)    | A     | Emiliano Biliotti       |
| 30 | Nigeria (bandiera)   | C     | John Otuagomah Olufemi  |
| 30 | Italia (bandiera)    | C     | Luca Conean             |
| 31 | Italia (bandiera)    | D     | Andrea Villotta         |
| 32 | Nigeria (bandiera)   | A     | Razak Ishola            |
| 33 | Uruguay (bandiera)   | D     | Damián Macaluso         |
| 35 | Belgio (bandiera)    | A     | Luís Oliveira           |
| 37 | Italia (bandiera)    | A     | Massimo Borgobello      |
| 40 | Italia (bandiera)    | C     | Fabio Rossitto          |
| 62 | Italia (bandiera)    | A     | Salvatore Foti          |
| 72 | Italia (bandiera)    | C     | Massimiliano Esposito   |
| 73 | Italia (bandiera)    | C     | Mattia Collauto         |
| 76 | Italia (bandiera)    | D     | Giovanni Orfei          |
| 77 | Italia (bandiera)    | D     | Daniele Gregori         |
| 79 | Francia (bandiera)   | C     | Rodrigue Boisfer        |
| 82 | Rep. Ceca (bandiera) | P     | Martin Lejsal           |
| 87 | Italia (bandiera)    | P     | Salvatore Sirigu        |

## Risultati

### Campionato

#### Girone di andata
| Arbitro: | De Marco (Chiavari) |

|  |           |            |
|  | Marcatori | 5’ Testini |

| Arbitro: | Rizzoli (Bologna) |

|                             |           |             |
| Patrascu 74’ Beghetto 90+2’ | Marcatori | 50’ Guidoni |

| Arbitro: | Tagliavento (Terni) |

|                               |           |                       |
| Guidoni 51’, 78’ Anderson 69’ | Marcatori | 10’ Bogdani 20’ Biasi |

| Arbitro: | Messina (Bergamo) |

|                          |           |  |
| Di Vicino 15’ Kharja 61’ | Marcatori |  |

| Arbitro: | Cruciani (Pesaro) |

|              |           |              |
| Brellier 70’ | Marcatori | 90’ D. Russo |

| Arbitro: | P.S. Mazzoleni (Bergamo) |

|  |           |                  |
|  | Marcatori | 48’, 67’ Cavalli |

| Arbitro: | Castellani (Verona) |

|                |           |  |
| Campedelli 26’ | Marcatori |  |

| Arbitro: | Banti (Livorno) |

|             |           |  |
| Guidoni 75’ | Marcatori |  |

| Arbitro: | Castellani (Verona) |

|                          |           |                     |
| Moscardi 56’ Bonanni 59’ | Marcatori | 10’ (aut.) Gonzalez |

| Arbitro: | M. Mazzoleni (Bergamo) |

|                             |           |  |
| Landaida 19’ Biancolino 36’ | Marcatori |  |

| Catanzaro 30 ottobre 2004, ore 20:30 11ª giornata | Catanzaro         | 0 – 0 | Venezia | Stadio Nicola Ceravolo\| Arbitro: \| Cruciani (Pesaro) \| |
| Arbitro:                                          | Cruciani (Pesaro) |       |         |                                                           |

| Arbitro: | Dattilo (Locri) |

|           |           |           |
| Erpen 18’ | Marcatori | 5’ Bucchi |

| Arbitro: | Paparesta (Bari) |

|           |           |                |
| Pinga 43’ | Marcatori | 90+1’ Landaida |

| Arbitro: | Dondarini (Finale Emilia) |

|                |           |                      |
| Biancolino 16’ | Marcatori | 2’ Centi 82’ Gheller |

| Perugia 29 novembre 2004, ore 20:45 15ª giornata | Perugia        | 0 – 0 | Venezia | Stadio Renato Curi\| Arbitro: \| Pieri (Genova) \| |
| Arbitro:                                         | Pieri (Genova) |       |         |                                                    |

| Arbitro: | Dattilo (Locri) |

|                      |           |  |
| Carrus 48’ Motta 59’ | Marcatori |  |

| Arbitro: | Rocchi (Firenze) |

|             |           |                  |
| Guidoni 70’ | Marcatori | 90’, 90+1’ Tulli |

| Arbitro: | Girardi (San Donà di Piave) |

|                         |           |  |
| Guzman 9’ Ciarcià 90+7’ | Marcatori |  |

| Arbitro: | Banti (Livorno) |

|                       |           |                            |
| Torricelli 23’ (aut.) | Marcatori | 37’ Spinesi 48’ Abbruscato |

| Arbitro: | Cruciani (Pesaro) |

|             |           |           |
| Ferrante 3’ | Marcatori | 59’ Erpen |

| Arbitro: | Nucini (Bergamo) |

|  |           |                                   |
|  | Marcatori | 34’ Milito 56’ Rimoldi 83’ Caccia |

#### Girone di ritorno
| Arbitro: | Giannoccaro (Lecce) |

|             |           |  |
| Araboni 38’ | Marcatori |  |

| Arbitro: | Bergonzi (Genova) |

|                |           |  |
| Allegretti 75’ | Marcatori |  |

| Arbitro: | De Marco (Chiavari) |

|              |           |  |
| Adailton 78’ | Marcatori |  |

| Arbitro: | Carlucci (Molfetta) |

|                                           |           |                                |
| Guidoni 24’ Rossitto 51’ Miramontes 90+2’ | Marcatori | 28’, 36’ Jimenez 63’ Comandini |

| Pescara 13 febbraio 2005, ore 15:00 26ª giornata | Pescara                | 0 – 0 | Venezia | Stadio Adriatico\| Arbitro: \| M. Mazzoleni (Bergamo) \| |
| Arbitro:                                         | M. Mazzoleni (Bergamo) |       |         |                                                          |

| Arbitro: | Dattilo (Locri) |

|               |           |                |
| Confalone 44’ | Marcatori | 58’ Allegretti |

| Venezia 27 febbraio 2005, ore 15:00 28ª giornata | Venezia             | 0 – 0 | Modena | Stadio Pierluigi Penzo\| Arbitro: \| Tagliavento (Terni) \| |
| Arbitro:                                         | Tagliavento (Terni) |       |        |                                                             |

| Arbitro: | Carlucci (Molfetta) |

|                                                                |           |                              |
| Almiron 17’ Bonetto 28’ Turato 39’ (aut.) Moro 61’ Saudati 75’ | Marcatori | 34’ Anderson 35’ M. Esposito |

| Arbitro: | Romeo (Verona) |

|                              |           |  |
| Anderson 69’ M. Esposito 83’ | Marcatori |  |

| Salerno 26 marzo 2005, ore 15:00 31ª giornata | Salernitana       | 0 – 0 | Venezia | Stadio Arechi\| Arbitro: \| Cruciani (Pesaro) \| |
| Arbitro:                                      | Cruciani (Pesaro) |       |         |                                                  |

| Arbitro: | Nucini (Bergamo) |

|                             |           |  |
| Oliveira 4’ M. Esposito 64’ | Marcatori |  |

| Arbitro: | Squillace (Catanzaro) |

|           |           |  |
| Bucchi 2’ | Marcatori |  |

| Arbitro: | Tombolini (Ancona) |

|  |           |                                |
|  | Marcatori | 22’ Marazzina 48’, 65’ Maniero |

| Arbitro: | Romeo (Verona) |

|                                       |           |  |
| Barreto 39’ Dall'Acqua 53’ Capone 78’ | Marcatori |  |

| Arbitro: | Stefanini (Prato) |

|                           |           |                                                            |
| Oliveira 39’ Anderson 75’ | Marcatori | 15’ Baiocco 38’ Floro Flores 43’ G. Stendardo 61’ Milanese |

| Arbitro: | Cassarà (Palermo) |

|             |           |  |
| Oliveira 9’ | Marcatori |  |

| Arbitro: | Castellani (Verona) |

|            |           |              |
| Munari 58’ | Marcatori | 53’ Oliveira |

| Venezia 21 maggio 2005, ore 20:30 39ª giornata | Venezia           | 0 – 0 | Crotone | Stadio Pierluigi Penzo\| Arbitro: \| Cassarà (Palermo) \| |
| Arbitro:                                       | Cassarà (Palermo) |       |         |                                                           |

| Arbitro: | Stefanini (Prato) |

|                |           |  |
| Abbruscato 73’ | Marcatori |  |

| Arbitro: | Squillace (Catanzaro) |

|              |           |             |
| Anderson 64’ | Marcatori | 3’ Serafini |

| Arbitro: | Morganti (Ascoli Piceno) |

|                                |           |                          |
| Milito 45+2’, 64’ M. Rossi 53’ | Marcatori | 13’ Vicente 60’ Oliveira |

### Coppa Italia

#### Terzo girone
| Arbitro: | Romeo (Verona) |

|            |           |                |
| Guidoni 6’ | Marcatori | 33’ Cortellini |

| Arbitro: | Castellani (Verona) |

|         |           |  |
| Baù 49’ | Marcatori |  |

| Arbitro: | Stefanini (Prato) |

|              |           |                                   |
| Ginestra 45’ | Marcatori | 19’ Campedelli 26’, 77’ Vignaroli |